# Bravo Two Zero (film)
Bravo Two Zero è una miniserie televisiva della BBC diretto da Tom Clegg nel 1999, tratto dal romanzo "Pattuglia Bravo Two Zero", scritto da Andy McNab nel 1993 ed è basato sulla vera storia della pattuglia omonima appartenente al SAS britannico, inviata in Iraq nel 1990 durante la guerra del Golfo.

## Trama
Nel gennaio 1991, durante la guerra del Golfo, la sopracitata pattuglia inglese dello Special Air Service Bravo Two Zero, sotto il comando del sergente Andy McNab, viene incaricata di sabotare le linee telefoniche tra Baghdad e il nordovest dell'Iraq, per poi annientare le rampe di lancio degli SS-1 Scud, che lanciano missili batteriologici contro l'Israele nel tentativo di provocarne la reazione: infatti se lo Stato israeliano entrerà in guerra le nazioni arabe che partecipano alla Coalizione anti-irachena ritireranno i propri contingenti dal Medio Oriente. Armati fino ai denti, gli otto soldati salgono a bordo di un elicottero della Royal Air Force durante la notte e, dopo che hanno rischiato di essere abbattuti da un missile Roland, riescono ad atterrare nel nordovest dell'Iraq.
La mattina seguente Andy scopre un'installazione militare irachena fortemente difesa da cannoni antiaerei S-60 ed avvisa Mark che la pattuglia dovrà iniziare ad allontanarsi dalla zona nemica ed esfiltrare; ma
un giovane pastore li scopre e corre verso gli iracheni per dare l'allarme. Il commando, dopo aver tentato inutilmente di contattare l'elicottero, decide di allontanarsi al più presto.
Mentre cercano di fuggire, gli inglesi sentono dei rumori di cingolati: Andy urla allora di sdraiarsi e di preparare i lanciarazzi M72 LAW.
Ray e Baz sparano due missili centrando un carro armato, mentre gli altri compagni aprono il fuoco su un mezzo blindato, uccidendo alcuni soldati.
Mentre gli iracheni si ritirano, Mark lancia una granata al fosforo all'interno del cingolato, eliminando il resto dei nemici. Terminato il combattimento, Andy ordina alla pattuglia di prendere gli zaini
e ritirarsi verso ovest. Durante una successiva sparatoria Chris viene colpito da un proiettile di un S-60, ma riesce a sopravvivere miracolosamente ed a prendere una fiaschetta d'argento (un regalo per sua moglie) dall'interno del suo zaino distrutto.
Durante la notte il commando, dopo aver abbandonato gli zaini a causa del loro peso, si stabilisce in un terreno sabbioso e Baz cerca di contattare gli AWACS con un radiofaro tattico, ma inutilmente. A questo punto Andy decide di marciare per 270 chilometri verso la Siria in cerca di salvezza, ma durante la ritirata si scatena una forte nevicata. Andy decide di fare un nuovo tentativo di contattare gli AWACS, riuscendo però a parlare solo con un pilota da caccia statunitense, mentre Ray, Stan e Chris si separano accidentalmente dal resto del gruppo a causa della confusione.
Andy, Baz, Dinger, Tony e Mark si accampano in diversi nascondigli costantemente inseguiti dalle truppe nemiche sino a quando non decidono di dirottare un taxi su una superstrada.
Andy e i suoi commilitoni raggiungono un posto di blocco e uccidono le guardie riuscendo a scappare dopo un breve combattimento.
Arrivati sulle rive dell'Eufrate, la pattuglia rimane coinvolta in un nuovo scontro nel quale perde la vita Tony, intento a coprire il resto dei componenti con la sua mitragliatrice. Baz e Dinger si tuffano nel fiume per oltrepassare la riva opposta, mentre Andy e Mark prendono una strada diversa e rimangono entrambi coinvolti in un'altra sparatoria. Dopo aver ucciso alcuni iracheni, Andy e Mark terminano le munizioni e sono costretti a fuggire a piedi, ma nella confusione
si separano e Mark viene colpito, presumibilmente ucciso, mentre Andy riesce a sottrarsi dal fuoco nemico.
La mattina seguente, Andy è a due chilometri al confine siriano quando nota in lontananza un camion nemico e si nasconde in un canale di drenaggio. Più tardi, arriva tuttavia un altro camion. Il sottufficiale viene così scoperto e, una volta catturato, viene condotto in una caserma dove viene violentemente percosso da un capitano, che lo accusa di essere un israeliano. Intanto all'esterno della caserma Dinger, steso per terra, viene umiliato da alcuni soldati e da un vecchio in lacrime che ha perso il proprio figlio in guerra. Andy viene poi interrogato da un colonnello che con i suoi soldati si era messo sulle tracce della pattuglia per tutto il loro tragitto, ma decide di non dire nulla e viene portato via, venendo infine consegnato nelle mani del servizio segreto iracheno. Andy e Dinger, dopo aver rischiato un linciaggio da parte di una folla inferocita, vengono trasferiti in una base segreta.
Il sergente, per dimostrare di non essere un israeliano, durante uno degli interrogatori si alza e mostra ai suoi inquisitori il proprio pene, facendo loro notare l'assenza di circoncisione come avviene generalmente per gli ebrei. Qualche tempo dopo, Andy dichiara di essere un infermiere appartenente ad una squadra di soccorso incaricata di prestare assistenza ai piloti abbattuti ma, dopo aver rifiutato di firmare un documento per la Croce Rossa, affermando
che l'Esercito Britannico lo avrebbe punito se avesse firmato, viene riportato in cella e da lì intravede Stan trascinato in un corridoio. Il giorno dopo, il sergente viene torturato da un dentista che gli strappa via un dente per aver mentito e, durante la notte, sente dei bombardamenti e urla esortando i caccia a colpire la sua cella per porre fine alle sue sofferenze.
Un giorno, dopo aver visto Dinger in fin di vita nel corridoio, decide che è il momento di usare la seconda storia di copertura ed afferma di fare parte di un plotone di fanteria incaricato della ricognizione in profondità. Andy riesce così a scampare a ulteriori torture e viene pertanto trasferito in un carcere militare di massima sicurezza dove incontra Dinger e Stan. Nella prigione, intanto, Andy fa "amicizia" con un soldato iracheno di guardia, nonostante questi lo obblighi a leccarsi le mani ricoperte di feci dopo aver riparato un gabinetto. All'inizio dell'offensiva terrestre da parte della Coalizione, Stan e Dinger vengono rilasciati mentre Andy rimane in cella da solo con i suoi pensieri, riuscendo poi a risollevare il morale pensando alla sua figlioletta Kate.
Al termine del conflitto, il sottufficiale viene liberato e, sotto le cure dalla Croce Rossa, si ricongiunge con Mark, sopravvissuto miracolosamente e "soltanto" ferito ad un piede. La coppia può così fare ritorno a Hereford, in Inghilterra,
dove Andy riabbraccia sua figlia Kate e la fidanzata Jilly. Della pattuglia Bravo Two Zero Chris sarà l'unico a eludere la cattura ed a rifugiarsi in Siria.
L'ultima scena del film mostra una foto del commando con una didascalia che recita:" La pattuglia era formata da otto uomini. Solo cinque hanno fatto ritorno."

## Distribuzione
Nonostante il successo del libro, il Film TV non è mai stato trasmesso in Italia. 
 Il DVD è reperibile solo in lingua inglese.

## Colonna sonora
1. London Calling - The Clash
2. Should I Stay or Should I Go - The Clash
3. No Feelings - Sex Pistols
4. In the Air Tonight - Phil Collins